# Isaac Austin
Isaac Edward Austin (Gridley, California; 18 de agosto de 1969) es un exjugador de baloncesto estadounidense que jugó en la NBA entre los años 1991 y 2002. Con una estatura de 2,08 metros jugaba en el puesto de pívot. Es tío del exjugador Isaiah Austin.

## Trayectoria
Comenzó jugando de pívot en los Kings River Community College y la Universidad Estatal de Arizona, fue seleccionado por los Utah Jazz en la segunda ronda (48.ª total) del Draft de la NBA de 1991. Tuvo un promedio de 2 puntos y 1,1 rebotes durante su temporada de novato con el Jazz, y después de dos temporadas más por debajo del par, que firmó para jugar con el Tuborg İzmir, un equipo de baloncesto de Turquía. Allí promedió 22,3 puntos y 13,9 rebotes en la temporada 1995-1996 en Turquía, y regresó a la NBA la siguiente temporada como miembro de los Miami Heat.
Con renovada confianza, Austin promedió 9,7 puntos y 5,8 rebotes para los Heat y recibió el premio al Jugador Más Mejorado de la NBA en 1997. Austin tuvo su mejor temporada en 1997-98, cuando promedió 13,5 puntos y 7,1 rebotes, jugando para los Heat y Los Angeles Clippers. Después de esa temporada, firmó un lucrativo contrato con los Orlando Magic, pero su juego comenzó a retroceder. Austin fue traspasado a los Washington Wizards después de una temporada con los Magic. Más tarde los Wizards lo traspasaron a los Vancouver Grizzlies, con quien terminó su carrera en la NBA en el 2002 (el equipo se trasladó a Memphis en 2001).
Dejó la NBA, se marchó a Turquía y China (Ülkerspor en 2002 y Xinjiang Fl. Tigers en 2003) y acabó retirándose profesionalmente en los Jersey Squires.
En la 2004-05, Austin fue propietario y entrenador de los Snowbears Utah, un equipo de la American Basketball Association. Lideró a los Snowbears a un récord de 27-1 en la primera temporada del equipo, pero se peleó con funcionarios de la liga durante los playoffs y decidió renunciar al resto de la temporada en la protesta.